# Дофар (футбольний клуб)
«Дофар Клуб» (араб. نادي ظفار الرياضي الثقافي الاجتماعي) — оманський футбольний клуб, що базується в місті Салала, і виступає в Оманській Прем'єр-лізі. Є одним з найтитулованіших клубів країни.

## Історія
Ідея створення клубу в Салалі з'явилася в 1960-ті роки в результаті різних зустрічей городян. Команду пропонували назвати «Аль-Аглі», «Ан-Нахда», «Аль-Арабі» і «Аш-Шуала», але в результаті було вибрано назву «Аш-Шааб», що буквально перекладається як «люди». У 1968 році новий клуб був остаточно створений.
Два роки потому «Аш-Шааб» об'єднався з сусіднім клубом «Аш-Шуала» з району Дахаріз. Новостворена команда отримала назву «Дофар» в 1970 році. Першим президентом клубу став Салім аль-Катірі, що залишався на цій посаді до 1975 року. Офіційно клуб був заснований 20 травня 1972 року і зареєстрований 26 червня 2002 року.
«Дофар» — найуспішніший клуб Оманської ліги, який виграв у загальній складності одинадцять чемпіонатів і вісім національних кубків. «Дофар» також вийшов у фінал Клубного кубка чемпіонів Перської затоки 1995/96, в якому програв саудівському «Ан-Насру». Команда ніколи не вилітала з головної оманської ліги. Незважаючи на те, що «Дофар» значно молодший більшості своїх суперників, заснованих в 1930-х, 1940-х і 1950-х роках, він входить в тридцятку найбільш успішних клубів арабського світу.
Найпринциповішим противником «Дофара» є його земляки з Салали, клуб «Ан-Наср». Раніше суперники боролися за титули в Омані, але в 2010-ті роки «Ан-Наср» відійшов на другий план і навіть на один рік вилетів у Перший дивізіон, в той час як «Дофар» у сезонах 2016–17, і 2018–19 став чемпіоном Оману

## Інші секції
Хоча в основному «Дофар» відомий своїм футболом, цей спортивний клуб, як і багато інших клубів Оману, у своєму списку має не лише футбол, а й хокей, волейбол, гандбол, баскетбол, бадмінтон та сквош. У них також є молодіжна футбольна команда, яка змагається в молодіжній лізі Оману.

## Досягнення
- Чемпіон Оману (11): 1982/83, 1984/85, 1989/90, 1991/92, 1992/93, 1993/94, 1998/99, 2000/01, 2004/05, 2016/17, 2018/19
- Володар Кубка Оману (11): 1977/78, 1980/81, 1981/82, 1990/91, 1999/00, 2004/05, 2006/07, 2011, 2019/20, 2020/21, 2023/24
- Володар Кубка оманської ліги (2): 2012/13, 2018/19
- Володар Суперкубка Оману (4): 1999, 2017, 2019, 2024

## Кольори команди

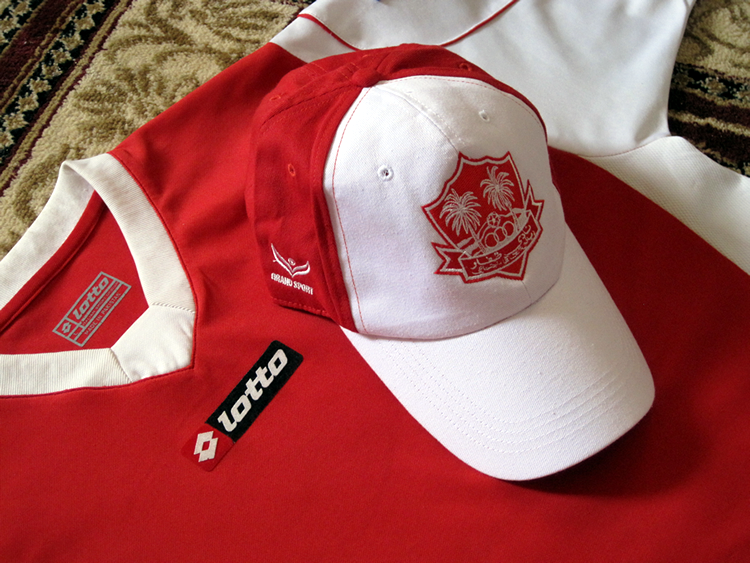
Клубна футболка та бейсболка.

Історично основним кольором клубу є червоний, відрізняючись таким чином від інших місцевих футбольних команд — «Аль-Іттіхада» (зелений), «Ан-Насра» (синій) та «Салала» (блакитний). Вони зазвичай носили червону майку з білими шортами, але після 1990-х вони почали носити повний червоний комплект спортивної форми.